# Kovtcheg

Icône de la Mère de Dieu dite "au signe". Novgorod Veliki XII s. dont le kovtcheg est bien apparent

Le kovtcheg (en russe : Ковче́г) est la partie centrale de la doska de l'icône, qui est légèrement creusée et recevra l'image peinte. Elle se trouve sur la partie face de l'icône, et suit le bord de la doska. Elle est, en général, de forme rectangulaire ou carrée. Les espèces de bois utilisés (tilleuls par exemple) permettent de creuser sans difficulté sur une épaisseur réduite. Celle-ci est d'environ 5 millimètres. Les bords de la doska restent en saillie par rapport au kovtcheg. À l'origine, l'étymologie de ce mot est "arche", "boite". 
Les bords forment une fenêtre pour l'image de l'icône elle-même, qui se trouve dans un plan légèrement plus profond.
Le kovtcheg est entouré d'une ligne de couleur contrastante appelée "louzga" qui le sépare des polés .

## Historique
La présence ou l'absence de kovtcheg dans une icône, sa profondeur, sa forme, sont des éléments qui permettent de la dater et souvent de lui donner une valeur sur le marché de l'art. C'est parfois le seul indice qui permette de fixer cette date. Les collectionneurs d'icônes sont ainsi parfois appelés dédaigneusement "kovtchejnik" en Russie pour se moquer de leur incompétence quant à la datation réelle de celles-ci ou de leur souci de ne s'intéresser qu'à cet élément pour fixer les prix. Les plus anciennes icônes étaient pratiquement toujours constituées d'un kovtcheg. Aux XIVe siècle et XVe siècle, les icônes sont deviennent plus généralement étroites et allongées et le kovtcheg adopte alors la même configuration. Durant la seconde partie du XVIe siècle, le kovtcheg tend à devenir plus souvent de forme carrée, tout en conservant les proportions de la doska. Mais il devient parfois de dimension moins importante, laissant une place des bords de l'icône (les polés) plus importante et parfois doublée par rapport aux siennes. À la fin du XVIe siècle et au début du XVe siècle des icônes sont souvent créées sans kovtcheg, mais les différentes parties de celles-ci sont soulignées par des contours de couleurs contrastées. À partir du XVIIIe siècle le kovtcheg disparaît et est remplacé par une illusion semblable de plans différents qui est créée par des cadres luxueusement décorés (à l'image de ce qui se fait en Europe occidentale). Dans l'iconographie moderne le kovtcheg est à nouveau devenu une tradition.